# Hjertebladet slangerod
Hjertebladet slangerod (Aristolochia clematitis) er en flerårig, urteagtig plante med en opstigende til slyngende vækst. I Danmark dyrkes den i haver og ses herfra af og til forvildet i naturen.

## Beskrivelse
Stænglerne er hårløse, tynde og skrøbelige, furede og runde i tværsnit. Bladene er spredtstillede, langstilkede og hjerteformede med hel rand. Begge bladsider er ensartet lysegrønne. Høstfarven er gulbrun.
Blomstringen sker i maj-juni, hvor man finder blomsterne siddende i bladhjørnerne 2-8 sammen. De enkelte blomster er uregelmæssige og 3-tallige med et langstilket, tragtformet og skævt bloster af gule kronblade. Frugten er en langstilket, hængende kapsel med mange frø.
Rodnettet består af en krybende jordstængel og trævlede rødder.
Højde x bredde og årlig tilvækst: 0,60 x 0,25 m (60 x 25 cm/år).

## Hjemsted
Arten er oprindeligt hjemmehørende i Lilleasien, Kaukasus og i det sydlige og centrale Europa. I Danmark er den forvildet fra dyrkning. Den er knyttet til lysåbne voksesteder med tør og varm jord, der har et højt indhold af næringsstoffer og kalk.
I vindyrkningsområderne ved Neusisedlersøen i Burgenland, Østrig, findes den som ukrudt på tør, varm og kalkholdig jord sammen med bl.a. agersnerle, alm. pengeurt, gul læbeløs, hjertekarse, liden tvetand, lugtløs kamille, skærmvortemælk, skærmarve, sort natskygge, stor fjeldarve og storkronet ærenpris.

## Anvendelse
Planten ses af og til brugt som bunddækkende flerårig urt i større haver og parker. På grund af dens giftighed må der advares mod at bruge planten eller dele af den som "naturmedicin".

## Kræftfremkaldende
Alle dele af planten anses for at være kræftfremkaldende og nyreskadende.
| Portal | Portal:Botanik |